# Annie Hall
Annie Hall este un film de comedie romantică americană din 1977. Este regizat de Woody Allen după un scenariu scris de acesta în colaborare cu Marshall Brickman. Rolurile principale sunt interpretate de Allen și Diane Keaton.
Allen a descris filmul ca fiind „un punct de cotitură important” pentru că a introdus un nivel de seriozitate în filmele sale care nu era prezent în farsele și comediile pe care le regizase anterior.
Reacția critică față de film este în general pozitivă. A câștigat patru premii Oscar, inclusiv premiul Oscar pentru cel mai bun film. Criticul de film Roger Ebert l-a descris ca fiind „filmul lui Woody Allen favorit al aproape tuturor”.

## Rezumat
Alvy Singer încearcă să înțeleagă de ce s-a încheiat relația lui cu Annie Hall. Crescut în New York, el a contrariat-o pe mama sa cu întrebări imposibile despre goliciunea existenței, dar a fost precoce în ceea ce privește curiozitatea lui sexuală nevinovată.
Annie și Alvy stau la coadă pentru a vedea un film al lui Bergman și un alt om interpretează greșit activitatea lui Marshall McLuhan. McLuhan intervine în discuție pentru a corecta greșeala. În acea noapte, Annie nu este interesată să facă sex cu el; în schimb, ei discută despre prima soție a lui Alvy, Allison, cu care el a simțit puțină plăcere sexuală. Cera de-a doua căsătorie a sa a fost cu o intelectuală din New York, dar relația lor sexuală nu a fost plăcută pentru el. Cu Annie, lucrurile stau în mod diferit. Cei doi se distrează zgomotos pregătind împreună o mâncare de homar fiert. Alvy se bucură batjocorindu-i pe oamenii neobișnuiți cu care Annie a avut relații.
Alvy a întâlnit-o pe Annie pe terenul de tenis. După joc, ei discută banalități și ea îl duce pe el până în oraș și apoi servesc un pahar de vin pe balconul ei. Acolo, ceea ce părea un schimb de vorbe banale este revelat prin "subtitrări mentale" ca un flirt în progres. Prima lor întâlnire este urmată de audiția lui Annie pentru un post de cântăreață într-un club de noapte (ea însăși interpretează “It Had to be You”). Alvy îi sugerează să se sărute pentru a nu regreta mai târziu. După ce au făcut dragoste în acea noapte, Alvy este "o epavă", în timp ce Annie se relaxează cu o țigară cu "iarbă".
În curând, Annie recunoaște că-l iubește; el îi cumpără cărți despre moarte și susține că sentimentele lui pentru ea sunt mai mult decât dragoste. Când ea se mută cu el, situația devine foarte tensionată. Alvy se simte ciudat, atunci când îi vizitează familia ei din Chippewa Falls, Wisconsin, de Paști. El nu s-a simțit niciodată mai evreu decât atunci când s-a aflat la masă cu bunica ei "antisemită", și conversația lui imaginară între cele două familii dezvăluie o prăpastie în stil, substanță și fundal.
Găsind-o  braț la braț cu unul dintre profesorii ei de facultate, Alvy se cerată cu Annie, dacă acest lucru este flexibilitatea de care au discutat. El caută adevărul despre relații, întrebându-i pe străinii de pe stradă despre natura iubirii, chestionându-și anii săi de formare, până când el devine o Albă ca Zăpada animată lângă regina malefică interpretată de Annie. Relația pare să se fi terminat.
Alvy începe să se întâlnească cu alte femei, dar efortul este afectat de nevroză, partide proaste de sex și, în cele din urmă, de un telefon de la Annie, care insistă ca el să vină imediat. Ea avea nevoie de el pentru a ucide un păianjen. Urmează o reconciliere, împreună cu un jurământ de a rămâne împreună. Cu toate acestea, discuțiile lor separate cu terapeuții lor fac evident faptul că există o înstrăinare nerostită. Atunci când cariera lui Annie o duce Los Angeles, Alvy zboară cu ea, dar pe drumul de întoarcere ei sunt de acord că relația lor nu merge.
După ce a pierdut-o în fața producătorului ei muzical, el încearcă, fără succes, să reaprindă flacara cu o propunere de căsătorie. Întors la New York, el montează o piesă a acestui episod, dar schimbă finalul: acum ea acceptă.
Ultima lor întâlnire este o plimbare nostalgică pe Upper West Side din New York, unde ei s-au mutat cu cineva nou. Vocea lui Alvy revine cu o însumare: dragostea este esențială, mai ales daca este nevrotică. Annie cântă "Seems Like Old Times" și se derulează distribuția.

## Distribuție
Prezența mai multe referiri personale în film au dus la speculații că este un film autobiografic pentru regizor. Ziua lui de naștere apare pe tablă într-o scenă din școală, anumite caracteristici ale copilăriei sale se găsesc în cele ale lui Alvy Singer, numele real al lui Diane Keaton este "Hall", iar regizorul și actrița au avut o relație amoroasă.
Cu toate acestea, Allen a respins imediat aceste sugestii. "Lucrul despre care oamenii insistă că este autobiografic nu este aproape invariabil", a spus Allen. "Este atât de exagerat că este practic lipsit de sens (...). Oamenii au spus din capul lor că Annie Hall a fost autobiografic și eu nu i-aș putea convinge că nu a fost". El i-a spus lui Björkman că, spre deosebire de convingerile intervievatorilor și comentatorilor, Alvy nu este personajul care este cel mai apropiat de el-însuși; el s-a identificat mai mult cu mama din filmul lui următor, Interiors.
Federico Fellini a fost prima alegere a lui Allen pentru a apărea în scena din holul cinematografului pentru ca filmele sale erau în discuție, dar Allen l-a ales pe Marshall McLuhan după ce Fellini și Luis Buñuel au refuzat să apară în propriile roluri.
Unii membri ai distribuției, după cum a pretins Baxter, au fost nemulțumite de tratamentul lui Allen față de ei. Regizorul "s-a comportat  cu răceală" față de McLuhan, care a trebuit să se întoarcă din Canada pentru refilmare, și Mordecai Lawner, care l-a interpretat pe tatăl lui Alvy, a susținut că Allen nu a vorbit niciodată cu el. Cu toate acestea, în timpul producției, Allen a început o relație de doi ani cu Stacey Nelkin, care apare într-o singură scenă.
- Woody Allen - Alvy Singer
- Diane Keaton - Annie Hall
- Tony Roberts - Rob
- Carol Kane - Allison Portchnik
- Paul Simon - Tony Lacey
- Shelley Duvall - Pam
- Janet Margolin - Robin
- Colleen Dewhurst - doamna Hall
- Christopher Walken - Duane Hall
- Jeff Goldblum - tipul de la petrecerea din Los Angeles care vorbește la telefon
- Sigourney Weaver - iubita lui Alvy
- Beverly D'Angelo - actrița din emisiunea TV a lui Rob
- Shelley Hack - străina de pe stradă (ca Shelly Hack)
- John Glover - fostul iubit actor al lui Annie
- Truman Capote (necreditat) - câștigătorul concursului de sosii ale lui Truman Capote
- Marshall McLuhan - propriul rol
- Laurie Bird - iubita lui Tony Lacey
- David Wier - colegul de școală al lui Alvy
- Keith Dentice - colegul de școală al lui Alvy
- Susan Mellinger - colega de școală a lui Alvy

## Producție

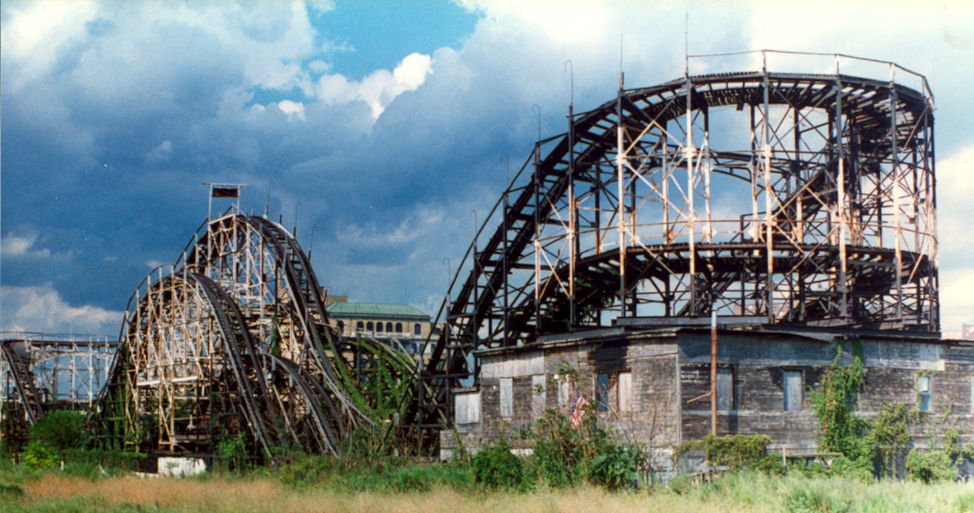
Casa din copilărie a lui Alvy se afla sub montagne russe-ul Thunderbolt din Coney Island

Filmarea principală a început la 19 mai 1976 la South Fork din Long Island cu scena în care Alvy și Annie fierb homari vii; filmările au continuat periodic în următoarele zece luni.
Producția a deviat de la scenariu. Nu a fost nimic scris despre casa copilăriei lui Alvy situată sub un montagne russe, dar atunci când Allen a examinat locații din Brooklyn cu Willis și cu regizorul artistic Mel Bourne, el a "văzut acest montagne russe, și... a văzut casa de sub el. Și m-am gândit să o folosim." În mod similar, întâmplarea în care Alvy risipește o cantitate de cocaină cu un stranut accidental: deși nu era în scenariu, a apărut din întâmplare la repetiții și a rămas în film. În vizionarea de probă, aceasta a stârnit un râs atât de puternic că a trebuit să se adauge o scenă, următorul dialog nefiind pierdut.
Prima versiune a filmului editată de Rosenblum, care a rulat două ore și douăzeci de minute, prezenta aventurile "suprarealiste și abstracte ale unui actor de comedie evreu și nevrotic care își retrăia viața sa extrem de deficitară și satiriza o mare parte din cultura noastră, ... un monolog vizual, o versiune mult mai sofisticat și vizuală a filmului Take the Money and Run".
O vizionare de către Marshall Brickman la sfârșitul anului 1976 l-a lăsat pe acesta dezamăgit, găsindu-l "nedramatic și în final neinteresant, un fel de exercițiu cerebral." El a sugerat o narațiune mai liniară. Din fericire, în buget a fost înscris un programul de filmare de două săptămâni pentru  post-producție, astfel că la sfârșitul anului 1976 s-au realizat trei filmări separate pentru segmentul final, două dintre ele apărând în film. Unul dintre ele o prezintă pe Annie Hall luându-l pe noul ei iubit la The Sorrow and the Pity, pe care ea l-a văzut cu părere de rău cu Alvy; celălalt, monologul lui Alvy în care apare o glumă despre faptul că "toți avem nevoie de ouă", a fost conceput în timpul unei călătorii cu taxiul la o previzualizare anterioară.

## Recepție
Filmul a fost proiectat pentru prima dată la Festivalul de Film din Los Angeles din martie 1977.
Criticul de film Roger Ebert l-a descris ca fiind „filmul lui Woody Allen favorit al aproape tuturor”.

### Premii și onoruri
Annie Hall a câștigat patru premii Oscar la festivitatea organizată la 3 aprilie 1978. Producătorul Charles H. Joffe a obținut Premiul Oscar pentru cel mai bun film, Allen pentru cel mai bun regizor și, cu Brickman, pentru cel mai bun scenariu original, iar Keaton pentru cea mai bună actriță. Allen a fost nominalizat și la premiul pentru cel mai bun actor, dar a pierdut în fața lui Richard Dreyfuss din Adio, dar rămân cu tine.
Filmul a câștigat un premiu Globul de Aur, pentru cea mai bună actriță în muzical sau comedie (Diane Keaton). El a fost nominalizat pentru alte trei premii: cel mai bun film (muzical sau comedie), cel mai bun regizor (Woody Allen) și cel mai bun actor în muzical sau comedie (Woody Allen). Filmul a câștigat, de asemenea, Premiul BAFTA pentru cel mai bun film.
- În 1992, acest film a fost selectat pentru păstrarea în National Film Registry din SUA de către Biblioteca Congresului ca fiind "semnificativ din punct de vedere cultural, istoric sau estetic".
- Zagat Survey Movie Guide (2002) a clasat Annie Hall printre primele zece comedii ale tuturor timpurilor, printre cele mai bune zece filme ale anilor 1970 și cel mai bun film regizat de Allen.
- În 2000, cititorii revistei Total Film l-au votat ca al 42-lea film de comedie al tuturor timpurilor.
- Filmul este pe locul 28 în topul 100 Funniest Movies al postului TV Bravo.